# گیلیاد (رمان)
گیلیاد (انگلیسی: Gilead) عنوان رمانی است نوشتهٔ مریلین رابینسون که در سال ۲۰۰۴ منتشر گردید. کتاب گیلیاد برنده جایزه پولیتزر برای داستان و همین‌طور برندهٔ جایزه ملی حلقه منتقدان کتاب گردیده‌است. این دومین کتاب نویسنده و دنبالهٔ کتاب دیگر وی با عنوان خانه‌داری است. 

## ترجمه فارسی
کتاب گیلیاد توسط مرجان محمدی ترجمه و توسط نشر آموت چاپ شده‌است.